# 蒙塞富
蒙塞富是秘魯的城市，位於該國西北部，由蘭巴耶克大區負責管轄，距離奇克拉約15公里，面積44.94平方公里，海拔高度11米，受亞熱帶氣候影響，2007年人口666。

## 外部連結
- （西班牙文） Municipalidad Distrital de Monsefú （页面存档备份，存于）

6°52′40.21″S 79°52′18.72″W / 6.8778361°S 79.8718667°W